# Jean-Marie Barbe
Jean-Marie Barbe, né en 1955 à Lussas, est un réalisateur français, producteur et porteur de projet dans le milieu du cinéma documentaire. 
Il a contribué à développer cette activité dans le village de Lussas, devenu une pépinière du documentaire en France, concentrant des activités de production, diffusion et de formations à la réalisation documentaire. Il tient une place importante dans la pérennisation du documentaire dit « d'auteur » : il travaille à en appuyer la légitimité, la visibilité et la transmission. Selon lui, ce cinéma permet de s'ouvrir sur le monde et les autres, permet de se documenter et oblige à penser en dehors des sentiers battus.

## Biographie

### Jeunesse
Jean-Marie Barbe est né à Lussas, en Ardèche, en 1955. Il grandit dans la maison familiale, au milieu de ses parents, grands parents et son oncle. Ses parents détiennent un petit commerce de village, une épicerie. Ils sont une famille de libres penseurs, socialistes depuis plusieurs générations. N’ayant aucun livre sous la main, Jean Marie Barbe apprend à connaître les autres et se nourrit d’abord par le biais de l’école puis par les projections cinématographiques organisées par l’amicale laïque du village. Les premiers films qu’il a vus sont des films tels que Crin-Blanc, Josélito ou encore L'Aiglon. À son arrivée au collège, il participe à l’organisation du ciné club de son internat. Après cette expérience, il monte avec quelques amis un nouveau ciné club au sein du foyer des jeunes de Lussas. Il en sera de même avec le ciné club du lycée. C’est donc tôt que se développe chez lui un grand amour pour le cinéma, qui l’instruit, l'ouvre sur le monde et nourrit son imaginaire, au-delà de ce que peut lui apporter l’école. Il en va de même pour la radio qui sera jusqu’au collège un substitut à l’absence de livre et deviendra ensuite une habitude culturelle.
Pour ses études supérieures, Jean-Marie Barbe choisi de suivre une formation universitaire en sociologie et en sciences techniques de la communication. Il n’ira que peu de temps en cours, rattrapé par ses convictions sociales, libertaires et écologiques, ainsi que par le désir de « passer à l’acte » : il prend part aux manifestations et actions anarcho-syndicalistes des années 1970 qui concernent le Larzac, le nucléaire, la Lip, le tiers-monde, l’écologie et le régionalisme ou encore le planning familial. C’est à ce moment qu’il fait la connaissance du cinéma documentaire « politique », qui entre en forte corrélation avec ces événements, leur offrant une visibilité. Ces différents épisodes forgent une idée et une conviction chez Jean-Marie Barbe : rester en milieu rural afin de le transformer par le cinéma, convaincu de pouvoir changer les choses.

### Pérennisation du cinéma documentaire
En 1978-1979, il réalise un premier film sur des paysans ardéchois et la tradition orale Benleù Ben. Il tourne ensuite deux courts métrages avec un collectif de réalisateurs et techniciens du cinéma : La Source de Pramaillé et Voyageurs de l’embellie. 
Il voit la défense du cinéma documentaire comme un acte politique, et fonde donc, en 1978, avec trois amis, l’association Le Blayou, dans le but de mettre en place le festival Pays et Région contre le centralisme parisien du cinéma. Ce festival met donc en avant des films tournés en région par des indépendants et qui abordent différents thèmes tels que l’autogestion, l’écologie, le combat des femmes ou encore les minorités régionales. L’année d’après, en 1979, l’association devient Ardèche Images, toujours opérationnelle à l’heure actuelle. 
En 1981, avec l’arrivée de la gauche au pouvoir, la loi de décentralisation et la politique culturelle de l’équipe de Jack Lang, l’esprit du festival change. En 1983, Jean-Marie Barbe crée avec Marion Méjean la SARL Ardèche Image Production pour produire des films « ici, là et maintenant ». Avec Ardèche Images, ils montent des réseaux de cinémas itinérants 16 mm pour diffuser des films en milieu rural. 
En 1984 la législation demande à la télévision publique de s'ouvrir : elle doit désormais travailler avec des producteurs de cinéma et d’audiovisuel indépendants. En 1985 Jean-Marie Barbe propose des projets à Antenne 2 (Carnet de l’aventure, émission animalière). Il part avec une équipe tourner dans le Sahara, mais tombe gravement malade et doit arrêter de travailler pendant plusieurs mois. À la reprise de ses activités, il constate avec l’équipe d’Ardèche Images un essoufflement : le festival semble avoir perdu une partie de son sens. Il termine dans le même temps un projet de film sur les chevaux et le projette à Lussas. Plusieurs professionnels du monde équestre viennent à la projection. Devant l’intérêt suscité par le film, Jean-Marie Barbe propose d’organiser un festival, Films et Cheval, dont la première édition se tiendra en 1986. Durant le festival est organisé un « marathon du scénario » : il s’agit de sélectionner seize scénaristes et leur donner l’occasion d’écrire la version brute d’un futur scénario de film en un temps limité quatre jours et trois nuits avec seulement quatre heures de sommeil autorisées par nuit). Ce marathon aura trois éditions. Le festival Films et Cheval sera un succès populaire mais prendra fin en 1989, faute de subvention.
Toujours au cours de cette année, Jean-Marie Barbe participe à Paris à la création de la Bande à lumière dans l'optique de soutenir le documentaire, qui reçoit peu d'aides. C'est sous l’impulsion de la Bande à lumière et d’Ardèche Images que vont s'organiser les premiers États généraux du film documentaire en 1989. L’objectif est d’organiser une manifestation non compétitive autour du film documentaire,.
Au début des années 1990, il met en place Télécommune, une opération de télévision HD dans une dizaine de villages, dans le but de créer une nouvelle forme de convivialité. Il devient délégué général des États généraux. En 1994, il fonde la Maison du documentaire, une bibliothèque et vidéothèque réunissant aujourd’hui 18 000 films. De 1995 à 1998 il participe à la formation « produire en région » en tant que formateur. Au milieu des années 1990, il met en place une résidence d’écriture documentaire à Lussas, puis, avec Marie-Pierre Duhamel-Müller, il crée le DESS réalisation documentaire de création, qui deviendra Master RDC de Grenoble/ Lussas.
Les années 2000 marquent le début d’une séparation entre la télévision et le documentaire de création. Parallèlement, l’activité à Lussas se prolonge et s’étend. Tout d’abord, Jean-Marie Barbe fonde le premier programme de résidence d’écriture et rencontres de coproductions « Africadoc » à Gorée au Sénégal. En 2004, il cède son rôle de délégué général des États généraux du film documentaire à Pascale Paulat. Il met en place Docnet avec Arnaud de Mézamat, projet visant à éditer des films documentaires en DVD. D’autre part, il développe les formations d’écriture, les Masters et les rencontres professionnelles à l’étranger : Afrique, DOM-TOM, Océan Indien… Ces projets sont confiés ensuite à la structure Docmonde, créée expressément en 2012. En 2015, il travaille sur l'idée d’une plateforme de diffusion de documentaires d’auteur sur internet. Ce projet, Tënk, se concrétise et voit le jour en août 2016, officialisé lors de l’ouverture des États généraux du film documentaire,.

## Lussas et le cinéma documentaire
Jean-Marie Barbe se place comme pionnier dans la pérennisation du documentaire d’auteur en France, par le biais de la dynamique insufflée dans le village de Lussas. Cette section décrit différentes structures lussassoises qui participent à l’affirmation de la place du documentaire dans le milieu cinématographique et pour lesquelles Jean Marie Barbe a eu un rôle important.

### Ardèche Images
À l’origine nommée Le Blayou, l’association Ardèche Images, basée à Lussas, en Ardèche, est créée en 1979. Elle est l’épicentre de l'activité documentaire à Lussas, regroupant une grande partie des structures qui s’y trouvent. Ces structures se divisent en quatre secteurs participant au développement du cinéma documentaire :
- Un festival, les États généraux du film documentaire, créé en 1989. C’est une manifestation non compétitive réunissant un large public autour des enjeux du documentaire : l’esthétique, l’éthique et son économie.
- Un centre de ressources : la Maison du doc, créée en 1994, spécialisée dans le film documentaire. On y trouve près de 57 000 documents, qu’il s’agisse de films en DVD et numériques, ou d’ouvrages et revues autour du cinéma documentaire.
- Des formations avec l'École Documentaire. Ses enseignements concernent l'écriture, la réalisation et la production de films documentaires de création. Des rencontres professionnelles y sont organisées afin de faciliter la mise en production de premières œuvres.
- Une branche diffusion avec les Toiles du doc, projet lancé en 2015. Cette structure aide la diffusion de films documentaires en région Rhône-Alpes et met en place de projections suivies de rencontres dans la région.

### Docmonde
L’association Docmonde, née en 2012, est un organisme de formation qui initie et développe des programmes de formation de réalisateurs et de producteurs, ainsi que des rencontres de coproductions en Afrique, en Eurasie, en Amazonie-Caraïbes, en Asie, dans les Andes, dans l’Océan Indien et dans l’Océan Pacifique. Son objectif est d’accompagner la création documentaire à l’échelle internationale. Les formations sont toujours prolongées par des rencontres de coproduction. La formation y est envisagée comme un premier pas dans le monde professionnel,.

### Tënk
Tënk est le dernier projet né à Lussas. Le projet était en construction depuis 2015, année durant laquelle a été lancée une campagne Ulule pour financer le projet. Elle a été officiellement lancée lors de l’ouverture du festival des États Généraux du documentaire en août 2016. Il s’agit de la première plateforme de diffusion en ligne dédiée au documentaire d’auteur. Son but est de donner accès au public le plus large possible, à des films  non formatés, souvent visibles uniquement en festival. Une vingtaine de programmateurs, passionnés du documentaire, élaborent cette sélection de films répartis sur 13 plages thématiques : Écologie, Grands entretiens, Arts, Écoute, Fragment d'une Œuvre, Coup de cœur, etc. Le site est accessible en France (Métropole et DOM-TOM), Belgique, Suisse et Luxembourg. Il a pour vocation de s’étendre dans les pays francophones à l’international,. 

## Filmographie (cinéma et télévision)
- 1979 : Benleù Ben, la tradition orale en Cévennes, 52 min (co-réalisation avec Jean Jacques Ravaux et Marie Odile Méjean)
- 1980 : Le voyageur de l’embellie, 50 min – fiction (auteur réalisateur)
- 1985 : Cerro Torré, 26 min – documentaire de découverte (auteur – réalisateur)
- 1985 : Trois chevaux Mérens en voyage, 52 min documentaire de découverte (auteur – réalisateur)
- 1986 : Beyrouth, l'argent de la guerre, 52 min, magazine d'information – (auteur réalisateur)
- 1987 : Le Grillon du métro, 26 min - (auteur réalisateur)
- 1989 : Une affaire mouche, la mouche dans l'enquête policière, 26 min – (Arte) (auteur réalisateur)
- 1992 : L'Epicerie de ma mère, immersion dans une petite épicerie de village, 30 min – (Arte) (auteur réalisateur)
- 1994 : Les Moissons de l'utopie, 52 min – (Arte) (co-réalisation avec Yann Lardeau et Yves Billon) (auteur réalisateur)
- 1995 : La Classe de philosophie, suivi d'une classe de terminale en cours de philo sur une année scolaire – (Planète) (co-réalisation avec Bernard Cauvin)

Triptyque sur les professionnels de la politique à l’échelle de la mairie du département de la région :
- 1997 : La République des maires, 52 min – (FR3) (auteur réalisateur)
- 1999 : Changement de direction, 52 min – (FR3) (auteur réalisateur)
- 1998 : Le juste Non ! 70 min - (France 2, FR3) (coauteur avec Caroline Bufard)
- 2001 : Les Ouvriers de la terre, 52 et 63 min – (Arte) (auteur réalisateur)
- 2006 : Je prends ta douleur, 46 min – (TLSP) (co-réalisation avec Joëlle Janssen)
- 2008 : Oncle Rithy, 90 min – (Ciné Cinéma)
- 2012–2020 : Mémoires commune,  (co-réalisation avec le Groupe des documentaristes de Lussas)
- 2015 : Lumière d’octobre, 70 min (Lyon Capitale) co-réalisation avec le collectif des documentaristes Burkinabés
- Histoires communes, 4 × 50 min auteur réalisateur
- 2015 : Chris Marker Never explain never complain, 148 min (Ciné +) co-réalisation avec Arnaud Lambert [12]